# フロー・デ・ケルン
フロー・デ・ケルン（Floh de Cologne、名称は「オーデコロン (Eau de Cologne)」の言葉遊び）は、ドイツのバンドで、1966年から1983年まで活動し、クラウトロックと政治風刺音楽のパイオニアと見なされてきた。1970年代の初めにある程度の成功を収めた後、バンドは1983年になって解散した。

## 略歴
このグループは、ケルン大学の過激な演劇を学ぶ学生たちのグループによって1966年に結成された。1968年にリリースされた彼らのファースト・アルバムである『Vietnam』は、ベトナム戦争に対する厳しい批判となっている。このアルバムから得られた収益は、ベトナムの慈善団体に寄付された。彼らは消費者社会を風刺し、若い労働者や徒弟にメッセージを伝えようとした。彼らの音楽、特に歌詞に感銘を受けたロルフ＝ウルリッヒ・カイザーは、続く2枚のアルバム、『Rockoper Profitgeier』（1971年）と『Lucky Streik』（1972年）をプロデュースすることに決めた。
その音楽スタイルはクラウトロックであると考えられている。

## メンバー
1966年からのバンド・メンバー:
- Gerd Wollschon - ボーカル、キーボード
- Markus Schmidt - ベース、ヴァイオリン
- Hans-Jorg "Hansi" Frank - ドラム、キーボード
- Britta Baltruschat - ボーカル
- Dieter Klemm - ボーカル

その他のメンバー
- Theo König - サクソフォーン、クラリネット、ハーモニカ
- Dick Städtler - ベース、ギター
- Vridolin Enxing - キーボード、ベース、ギター、チェロ

## ディスコグラフィ

### アルバム
- Vietnam (1968年)
- Fließbandbabys Beat-Show (1970年)
- Rockoper Profitgeier (1971年)
- Lucky Streik (1973年)
- Geyer-Symphonie (1974年)[5]
- Mumien – Kantate für Rockband (1974年)
- Dieser Chilenische Sommer War Heiß (1974年)
- Tilt! (1975年)
- Rotkäppchen (1977年)
- Prima Freiheit (1978年)
- Koslowsky (1980年)
- Faaterland (1983年)

### 映像作品
- Romantic Warriors IV: Krautrock (2019年)